# 丸亀競艇場
丸亀競艇場（まるがめきょうていじょう）は、香川県丸亀市にある競艇場である。

## 概要
主催者は丸亀市、香川県中部ボートレース事業組合（三豊市・まんのう町・琴平町・宇多津町で構成される一部事務組合）。レース場ロゴなどをはじめ、ひらがなで「まるがめ」と表記されることが多い。金刀比羅宮のある香川県にあるため、舟券の締め切り5分前から民謡の『金比羅船々』のメロディーが流れる。
入場料100円。未成年は父兄同伴で入場できる。全館禁煙。
- 2007年11月19日 : 2010年を目標にナイター競走を開催する予定であることが丸亀市より発表された[4] が、2008年6月5日にはナイター競走の開催を2009年5月に前倒しすることが発表された[5]。そしてナイターの愛称を日本全国から募集した結果、瀬戸内海の風景等によりまるがめブルーナイターとなった（詳細は下の本項を参考に）。
- 2009年4月21日 : ナイター競争の開催となる。
- 2010年 : 通称をBOAT RACEまるがめに変更。
- 2012年7月28日 : 全面リニューアルを実施。新スタンドがオープンし、様々な食べ物が楽しめるフードコートや公開解説等が行われるサテライトスタジオ、それと同時に外向発売所の Bポートまるがめ もオープンした。また、3階指定席はマリンシート[注釈 1]、4階ロイヤル席にスカイシート[注釈 2] という愛称が付けられ、キャッシュレス会員のBカード（MARUGAME BLUE NIGHTER CARD）会員であれば、有料席の割引や、4階席ではキャッシュレス投票用のタブレットを使っての在席投票も可能になった。
- 2015年 : 施設名称を「丸亀ボートレース場」に変更。

マスコットキャラクターは、カメの「スマイル君」。レース実況は榑谷篤史（ON・MIC）が担当している。かつては谷口修、梶西達が担当していた。2022年3月には児島競艇場メイン実況担当の椛島健一が代理で実況担当した。
多くの競艇場では早々に廃止された、運賃払い戻しサービス（最大2000円）を長きにわたり行っていたが、丸亀でも2021年7月17日をもって廃止された。
西日本放送（RNCテレビ）では、2018年3月31日まで「まるがめ競艇ウィークエンド情報局」が土曜17:20 - 17:25に放送されていた。

## まるがめブルーナイター
2009年4月21日に全国の競艇場で5ヵ所目、そして中四国の公営競技場としては初めて丸亀がナイター競走「まるがめブルーナイター」（MARUGAME BLUE NIGHTER）をスタートした。今までの4ヵ所（桐生・蒲郡・若松・住之江）は照明塔の形が横長であるが、丸亀は横浜スタジアムの照明塔に似た形を採用している。なお、2011年4月の開催では東日本大震災の影響もあり使用電力を控えるため、久々にデイレースで開催されていたが、同月末より通常時と同様のナイター開催に戻っている。

## コース概要

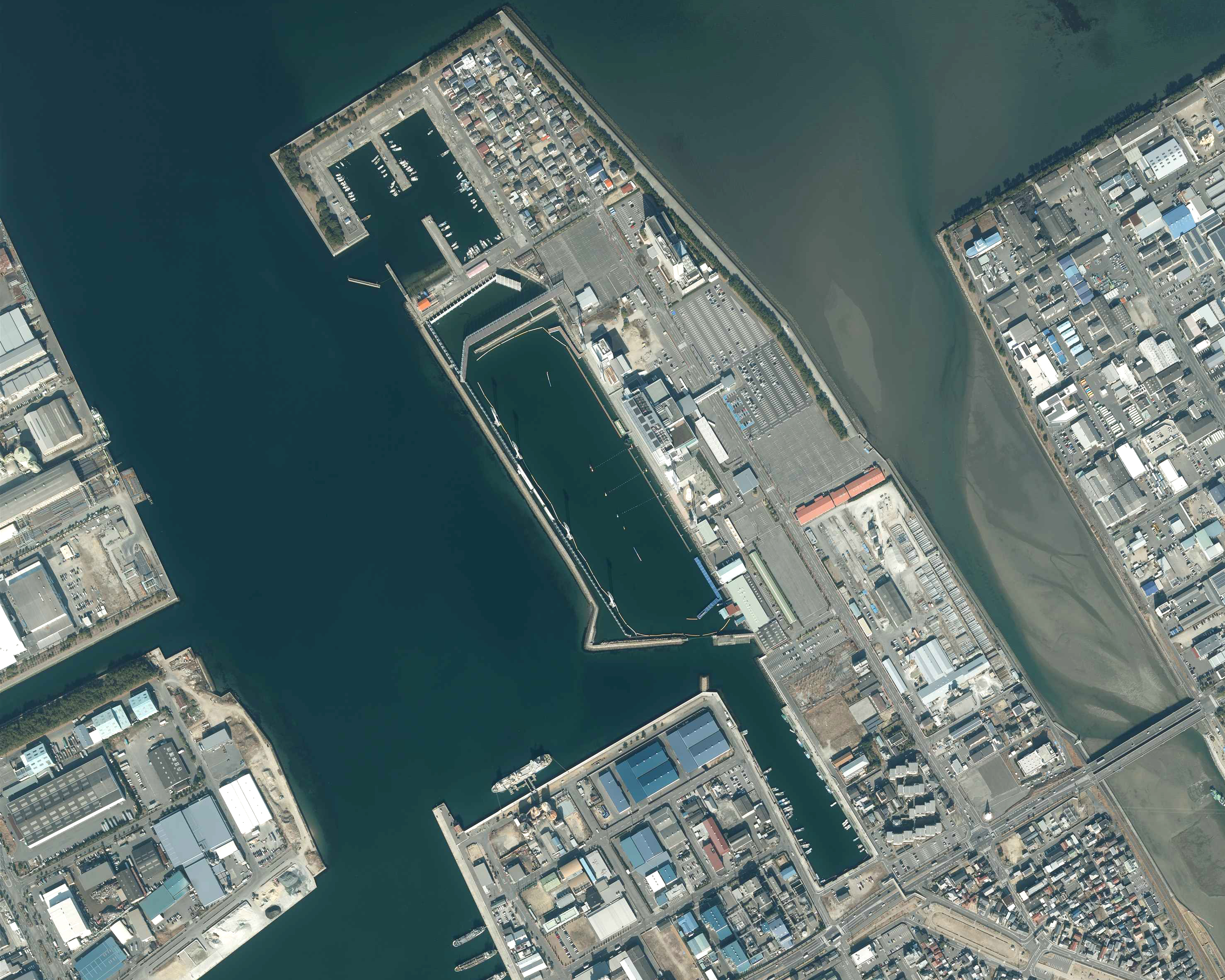
丸亀競艇場周辺の空中写真。2021年1月21撮影。。

競走水面は海 で、水質は海水。イン優勢の流れは他の競艇場同様変わらないが、季節風や潮汐の影響を受けやすい立地からか、イン逃げが中々決まらないと評価する者も少なからず居り、捲り決着や高配当での決着も少なからず見られる等、コース不問で多彩な決まり手が出やすい競艇場でもある。又、インと2コース（壁役）に強豪選手が入るとオッズが極端に偏るため、一般戦では番組の編成者が配慮してインに強い選手が固まらないようにしているようである。水面は石垣で囲まれていて綺麗である。また潮位差が大きい競艇場であるため、水位に応じて大時計等の高さが変わるようになっている。なお、レース中、先頭艇が最終周回に入った場合、最終周回を示す打鐘が入る（競輪では全部の競輪場でこういう光景が見られるが、競艇では丸亀と常滑のみ）。

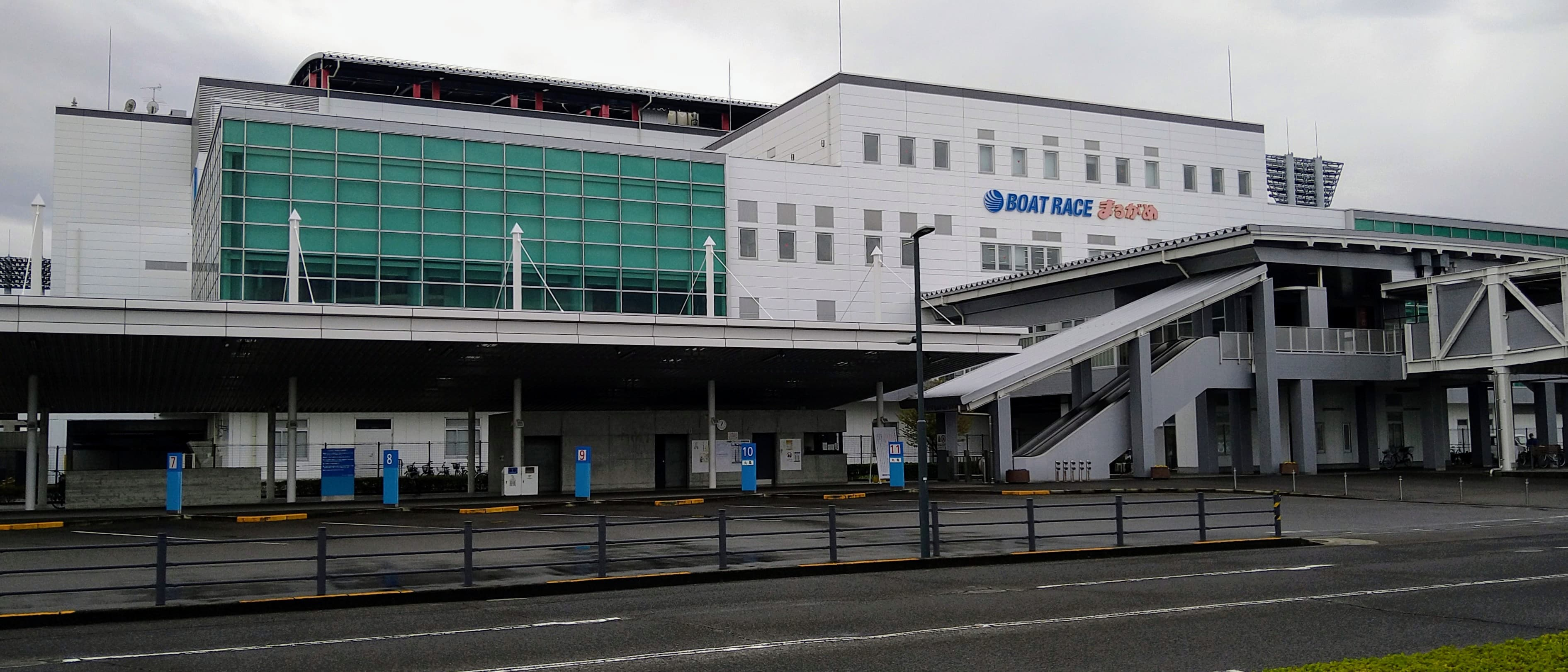
外観
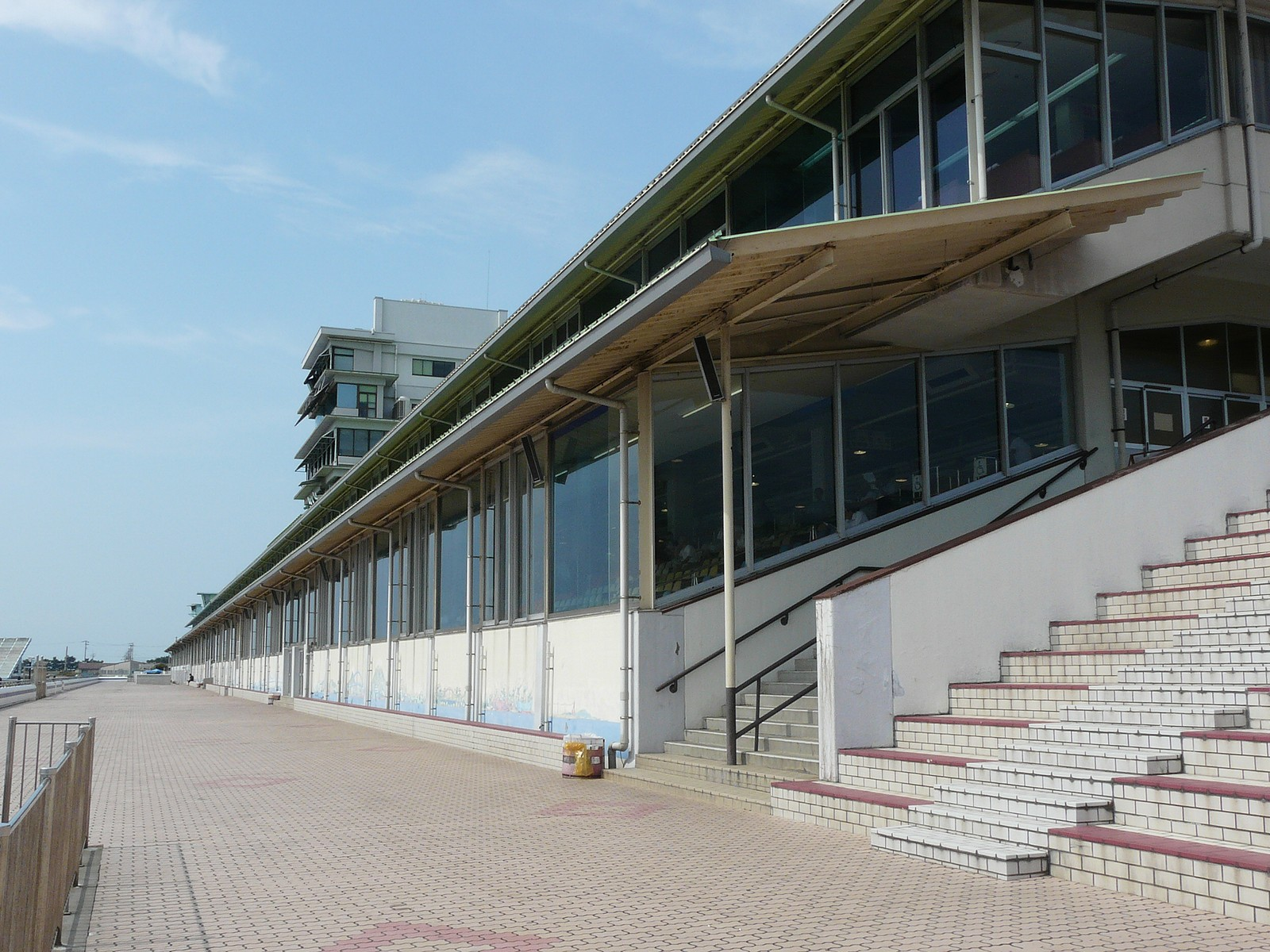
観客席
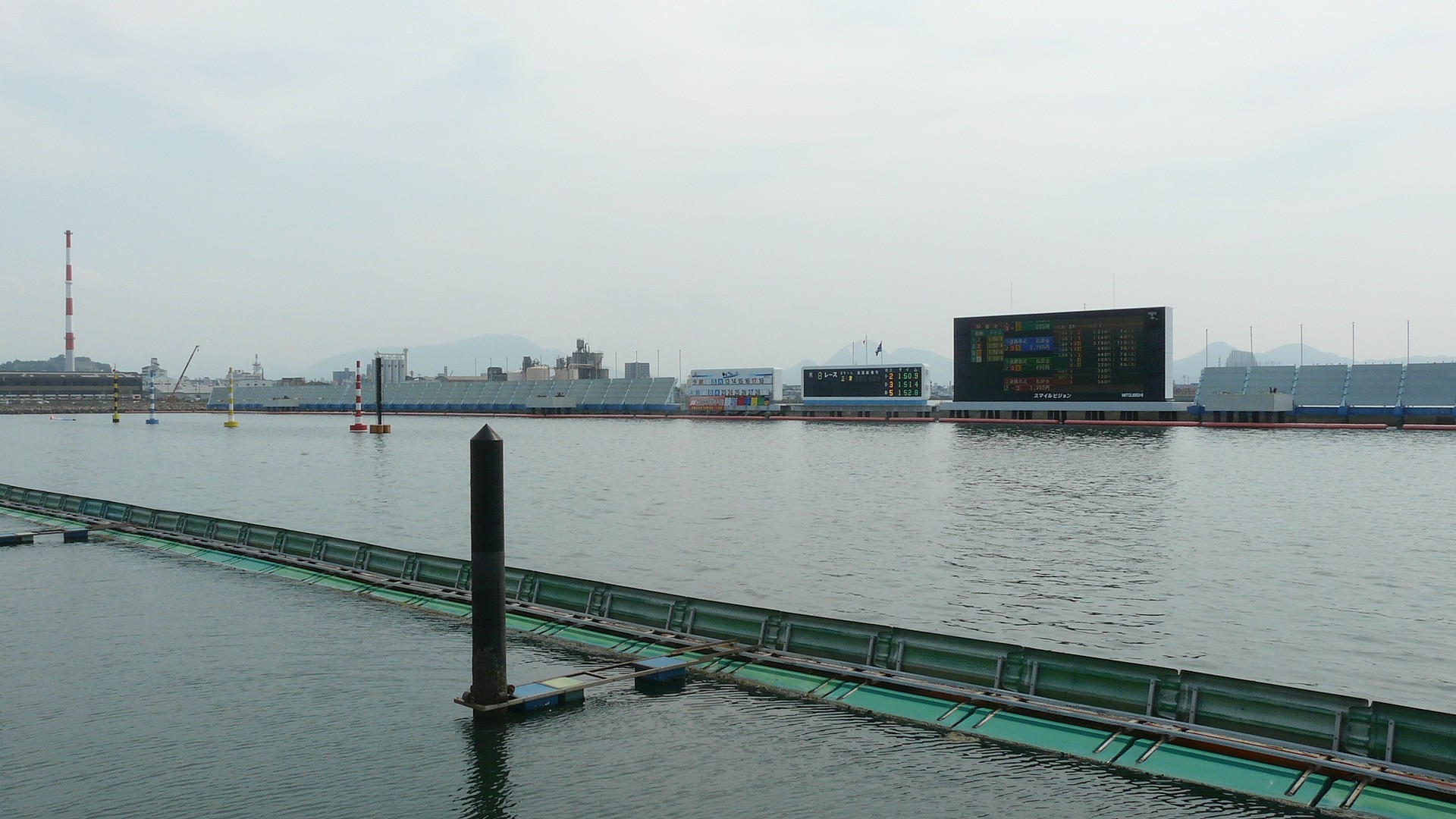
水面
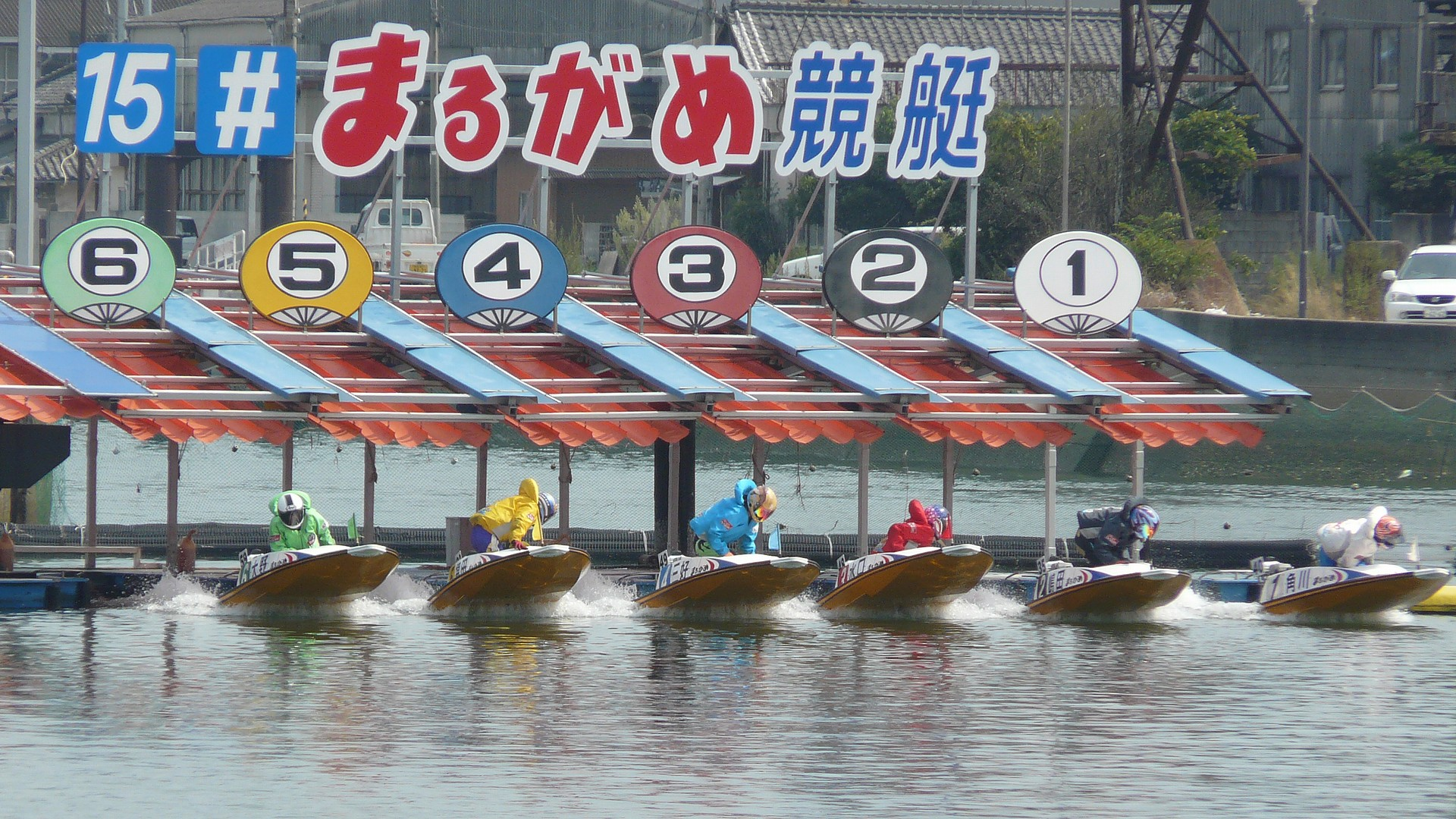
出走ピット
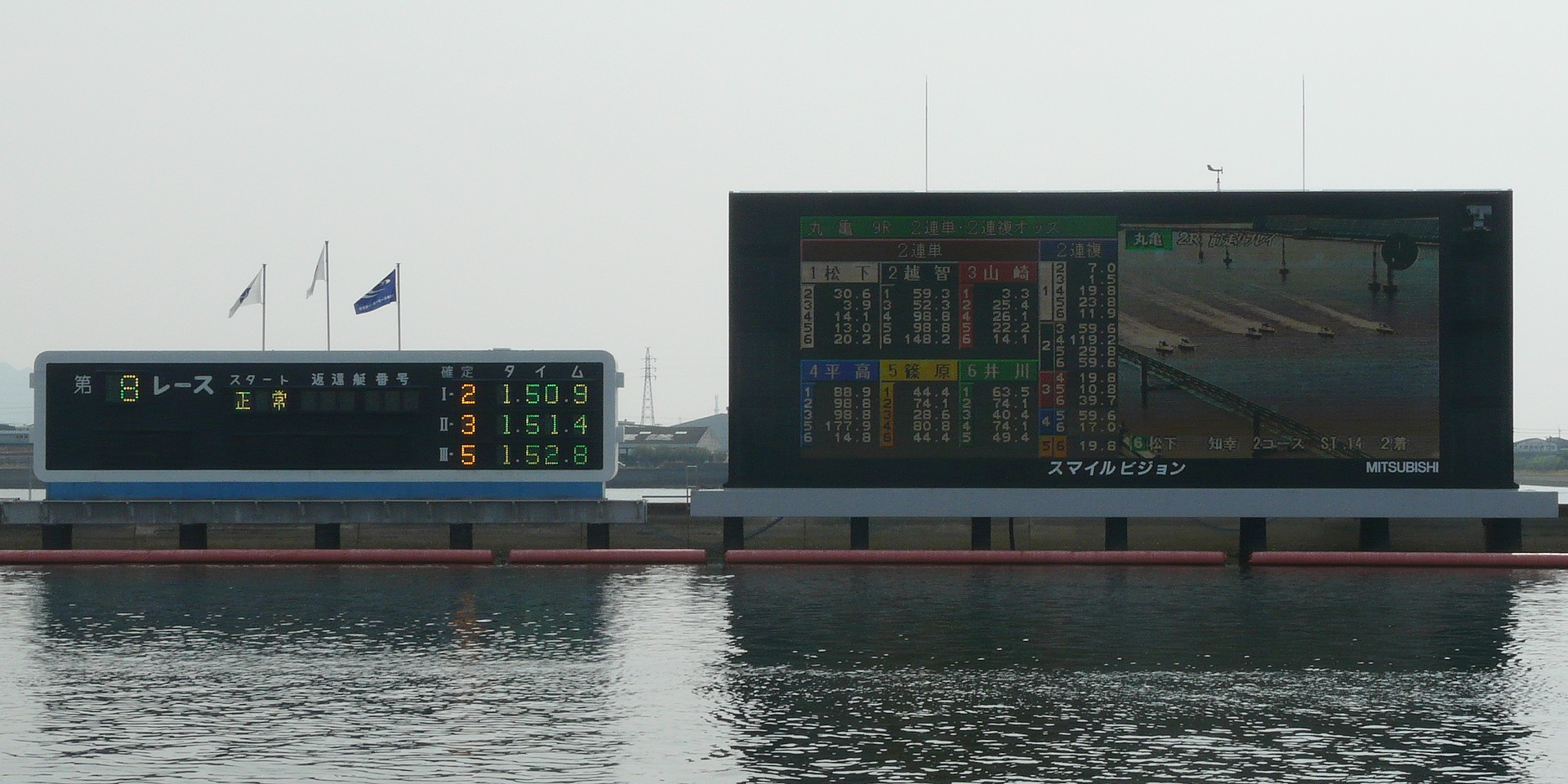
電光掲示板

## 主要開催競走
周年記念（GI）として京極賞が行われている。企業杯（GIII）として、JR四国ワープ杯競走が行なわれている。正月には市長杯争奪まるがめ競艇大賞、ゴールデンウィークには、現役時代に瀬戸の大魔神と呼ばれた安岐真人を称えた安岐真人杯争奪瀬戸の大魔神大賞、お盆にはRNC杯争奪サマーチャンピオンレースが行なわれている。
2011年1月28日のスポーツニッポンカップから企画レースが開始され、第6レース「ナイタータイム！！カチ勝ち6」(原則1、3、4号艇にA級選手)、第7レース「ラッキーレース！！穴ガチ7」(原則A級選手3名)、第8レース「進入固定！！ガチ勝゛ち8」(原則1号艇にA1級選手、2、4号艇にA級選手)が実施されている。

## SG開催実績
| 年   | 競走名                               | 優勝者     | 登番 | 出身 |
| ---- | ------------------------------------ | ---------- | ---- | ---- |
| 1969 | 第15回モーターボート記念競走         | 岡本義則   | 1488 | 福岡 |
| 1974 | 第20回モーターボート記念競走         | 野中和夫   | 2291 | 大阪 |
| 1978 | 第13回鳳凰賞競走                     | 北原友次   | 1481 | 岡山 |
| 1979 | 第25回モーターボート記念競走         | 野中和夫   | 2291 | 大阪 |
| 1987 | 第33回モーターボート記念競走         | 国光秀雄   | 2697 | 長崎 |
| 1990 | 第36回モーターボート記念競走         | 平尾修二   | 2485 | 香川 |
| 1993 | 第20回笹川賞競走                     | 野中和夫   | 2291 | 大阪 |
| 1995 | 第42回全日本選手権競走               | 安岐真人   | 1864 | 香川 |
| 1998 | 第33回総理大臣杯競走                 | 西島義則   | 3024 | 広島 |
| 2003 | 第13回グランドチャンピオン決定戦競走 | 池田浩二   | 3941 | 愛知 |
| 2006 | 第9回競艇王チャレンジカップ競走      | 三嶌誠司   | 3541 | 香川 |
| 2008 | 第55回全日本選手権競走               | 丸岡正典   | 4042 | 奈良 |
| 2009 | 第55回モーターボート記念競走         | 池田浩二   | 3941 | 愛知 |
| 2010 | 第15回オーシャンカップ競走           | 石野貴之   | 4168 | 大阪 |
| 2013 | 第59回モーターボート記念競走         | 毒島誠     | 4238 | 群馬 |
| 2014 | 第19回オーシャンカップ               | 吉田拡郎   | 4166 | 岡山 |
| 2017 | 第22回オーシャンカップ               | 峰竜太     | 4320 | 佐賀 |
| 2024 | 第70回ボートレースメモリアル         | 馬場貴也   | 4262 | 京都 |
| 2025 | 第52回ボートレースオールスター       | 佐藤隆太郎 | 4847 | 東京 |

## 香川支部所属の主な選手
- 山川美由紀（3232・香川）
- 三嶌誠司（3541・香川）
- 木村光宏（3568・香川）
- 重成一人（3908・香川）
- 森高一真（4030・香川）
- 平山智加（4387・香川）
- 平高奈菜（4450・愛媛）
- 片岡雅裕（4459・高知）
- 中村桃佳（4823・香川）

## 場内の施設

### Bポートまるがめ
本場に隣接している外向発売所。

### まるがめイル・マーレ

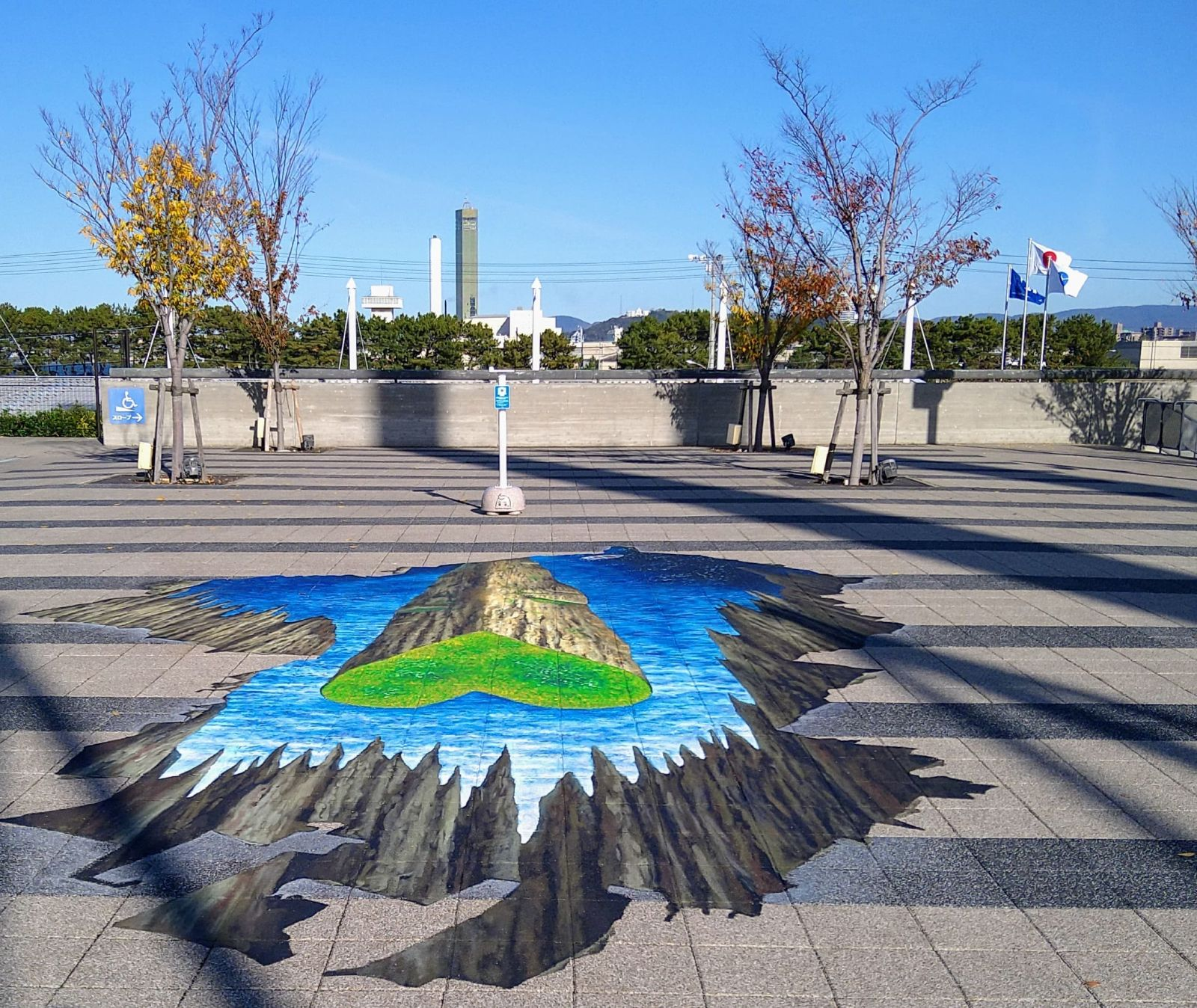
ふれあい広場

恋人の聖地サテライトに選定されていて、イル・マーレはイタリヤ語で「海」の意味であり、競艇客以外の人々も海を楽しめる空間である。
二階南側のテラスは「ふれあい広場」となっていて、二人がけベンチを囲むハートイルミネーションが設置されていたが現在は撤去され、その場所には魅力的な絵が描かれていて二人での記念写真スポットになっている。
二階屋内北側にはフードコートがあり、骨付き鳥・焼きそば・うどん・肉まんコロッケ・タコ天などが手軽に食べることができ、一階にも「まるかふぇ」があり軽食を楽しめる。休館日（その月により不定期であるので下記外部リンクの公式ＨＰで要確認）以外は当会場の開催日でなくても午前10時ころから中に入れて、全部の店ではなくても順次利用できる。

### コミュニティパーク グルーンまるがめ
2023年5月13日に場内に開設された地域コミュニティ拠点である。施設内には芝生広場やパークセンターが開設され、パークセンターにはコミュニケーションのきっかけとなるような展示品や約1,000冊の児童書が備えられる予定。

### BOAT KIDS PARK　モーヴィまるがめ
コミュニティパーク グルーンまるがめと同じ2023年5月13日に場内に開設された子どもの遊び場である。屋内の「ベビーゾーン」「アクティブゾーン」「チャレンジゾーン」「アトリエゾーン」と、屋外の「アウトドアゾーン」の5つのエリアがある。

## アクセス

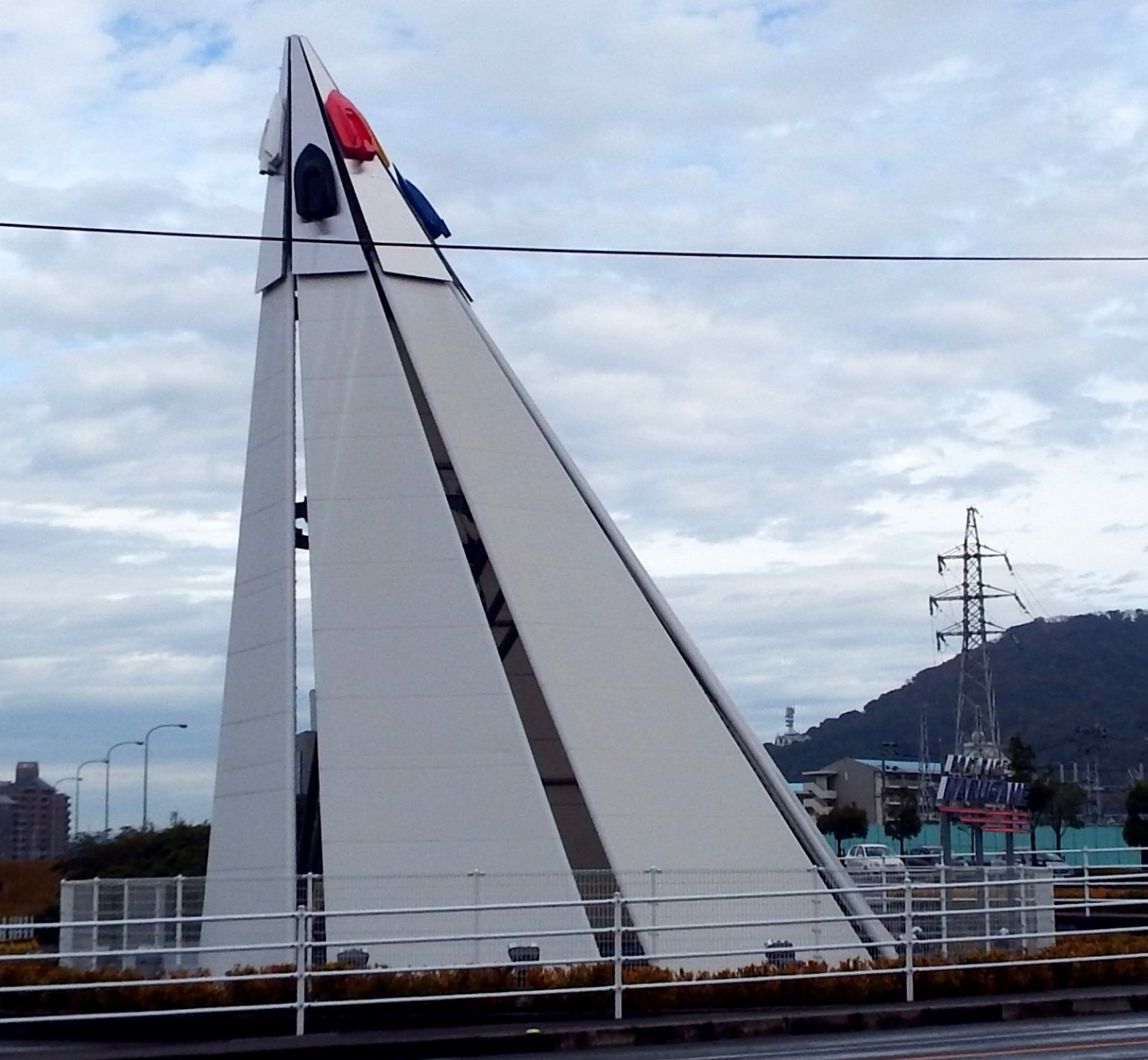
交差点のモニュメント

- 自動車：さぬき浜街道の交差点にモニュメントがあり北へ向かえばすぐのところにある。本場と道向かい側にあるオークラホテル丸亀[注釈 5]に隣接して、2,200台収容の無料駐車場があり、駐車場からは歩道橋にて本場の2階出入口へ到達する。
- 路線バス（琴参バス）：丸亀コミュニティバス・丸亀東線のボートレース丸亀前下車。
- 無料バス：
  - 2022年4月以降は、予讃線（JR四国）丸亀駅北口からのシャトルバス（琴参バス）のみになった。[注釈 6][注釈 7]
- 過去のバス路線：本場開催日
  - 坂出駅～宇多津駅（琴参バス、2022年3月まで）
  - 岡山県から
    - 岡山駅～天満屋バスセンター～国道早島～早島IC（両備バス、2014年4月2日の開催まで）
    - 下撫川～中庄駅～総社駅～倉敷駅～倉敷IC（JRバス中国）
    - 井原BC～神辺駅～福山駅北口～笠岡駅～笠岡IC（井笠鉄道）

  - 愛媛県から伊予西条駅～新居浜住友病院～三島川之江IC（せとうちバス）
  - 徳島県から鴨島駅～穴吹駅～阿波池田バスセンター（徳島バス）

など近県各地から無料シャトルバスがあったが、各地に場外舟券売り場（ボートピア）の開設や電話投票、ネット投票の拡充などもあり廃止された。
- 無料高速艇：
  - 水島港フェリー桟橋から、本場開催日のみ1往復運行。[注釈 8][注釈 9][10]。